# Mychajlo Chalilov
Mychajlo Chalilov (Oekraïens: Михайло Халілов) (Mykolajiv, 3 juli 1975) is een Oekraïens wielrenner. Chalilov moest het vooral hebben van z'n sprint, hoewel hij ook in de heuvels goed uit de voeten kon. Hij vertegenwoordigde zijn vaderland bij de Olympische Spelen van 1996 in Atlanta.

## Belangrijkste overwinningen
1995
3e en 7e etappe Circuit Franco-Belge
2000
2e, 3e, 8e, 10e en 11e etappe Ronde van Burkina Faso
Ronde van Biella
2003
1e en 4e etappe Ronde van Senegal
2005
5e etappe Ronde van Asturië
 Oekraïens kampioen op de weg, Elite
2006
Hel van het Mergelland
Wereldkampioen op de weg, Militairen
2008
LGP van Rennes
4e etappe Ronde van de Sarthe
Memorial Cimmuri
Coppa Sabatini

## Resultaten in voornaamste wedstrijden
| Jaar | Ronde van Italië | Ronde van Frankrijk | Ronde van Spanje |
| ---- | ---------------- | ------------------- | ---------------- |
| 2002 | 84e              |                     |                  |
| 2003 | opgave           |                     |                  |
| 2004 |                  |                     |                  |
| 2005 |                  |                     |                  |
| 2006 |                  |                     |                  |
| 2008 |                  |                     |                  |
| 2010 |                  |                     |                  |

| Jaar | Milaan-San Remo | Parijs-Roubaix | Ronde van Lombardije |  | WK op de weg |
| ---- | --------------- | -------------- | -------------------- |  | ------------ |
| 2002 |                 |                |                      |  |              |
| 2003 |                 |                |                      |  |              |
| 2004 |                 |                |                      |  | 28e          |
| 2005 | 155e            |                |                      |  | 42e          |
| 2006 | 77e             | 103e           | 12e                  |  |              |
| 2008 |                 |                |                      |  | 54e          |
| 2010 |                 | 16e            |                      |  |              |

Aggiano ·
Boglia · 
Chalilov · 
Contrini ·  
De Gaspari · 
De Paoli ·
Del Biaggio ·
Fanelli ·
Hernández · 
Konysjev · 
Maccanti ·
Maserati ·
Masolino · 
Muraglia ·
Napolitano ·
Nardello ·
Pieri ·   
Santambrogio ·
Tiberio ·
Tonkov ·
Grazia (stagiair) · 
Turrina (stagiair)
Aggiano ·
Bates ·
Beuchat ·
Borghi ·
Chalilov · 
Contrini ·  
De Paoli ·
Dietziker · 
Gavazzi ·
Iannetti ·
Konysjev · 
Maccanti ·
Marzoli · 
Maserati ·
Metloesjenko · 
Muraglia ·
Ochoa ·
Pieri ·   
Traficante ·
Valoti ·
Gatto (stagiair) · 
Page (stagiair)
Bandiera · 
Bodrogi · 
Botsjarov ·
Broett · 
Caruso ·
Chalilov ·
Galimzjanov ·
Goesev ·
Horrach · 
Ignatjev · 
Ivanov ·
Jeskov ·
Karpets ·
Kirchen (tot 31/07) · 
Klimov · 
Kolobnev ·
Kritski ·
Mazzanti · 
McEwen ·   
Napolitano ·
Ovetsjkin · 
Petrov · 
Pliușchin · 
Pozzato · 
Rodríguez · 
Silin · 
Troesov · 
Vandenbergh · 
Vantomme ·
Vorganov ·
Antonov (stagiair) ·
Mironov (stagiair) ·
Porsev (stagiair)